# Theresia van Ávila
Theresia van Ávila, oorspronkelijke Spaanse naam: Teresa Sánchez de Cepeda y Ahumada (Ávila, 28 maart 1515 – Alba de Tormes (bij Salamanca), 4 oktober 1582), ook bekend als Santa Teresa de Jesús, was een mystica die later heilig is verklaard. Haar feestdag is jaarlijks op 15 oktober (eveneens de eerste dag van de gregoriaanse kalender, die in dezelfde maand werd ingevoerd dat ze stierf, al overleed ze feitelijk op de laatste dag van de juliaanse kalender, want op donderdag 4 oktober volgde vrijdag 15 oktober 1582). Theresia van Ávila is een van de beroemdste mystici onder de katholieke heiligen. Samen met de heilige Johannes van het Kruis heeft zij de orde van de Karmel hervormd in de zestiende eeuw. Haar geschriften hebben de mystieke theologie dermate ingrijpend beïnvloed, dat zij door paus Paulus VI in 1970 als eerste vrouwelijke heilige werd uitgeroepen tot kerkleraar.

## Biografie
Theresia was de dochter van (Don) Alonso Sánchez de Cepeda en (Doña) Beatriz de Ahumada. Haar ouders waren tot katholieke bekering gedwongen joden (conversos). Ze trad in op 2 november 1535 in het "Klooster van de Menswording" (La Encarnación) te Ávila. Ze werd ingekleed in 1536 en legde haar eeuwige geloften af op 3 november 1537. Ze moest het klooster echter in 1538 alweer verlaten omdat ze ziek werd. Ze werd naar een genezeres in Becedas gestuurd. Door een boek dat ze las toen ze daar verbleef, kreeg ze haar eerste mystieke genaden.
De behandeling in Becedas had geen effect, en in 1539 werd Theresia doodziek terug naar Ávila gebracht. Nadat ze op 15 augustus, de jaarlijkse feestdag van Maria-Tenhemelopneming, gebiecht had, raakte ze in een langdurige toestand van schijndood. In die toestand werd ze terug naar het klooster gebracht, en ze bleef zo gedurende drie jaar.
In 1542 genas ze uiteindelijk, zonder aanwijsbare oorzaak. Zelf schreef ze haar genezing toe aan de heilige Jozef, de bruidegom van de Maagd Maria en de voedstervader van Jezus Christus. Ze zou de rest van haar leven een grote devotie voor deze heilige behouden (haar eerst gestichte klooster zou onder zijn bescherming worden gesteld).
Na haar genezing maakte Theresia een periode van geestelijke dorheid door, die gevolgd werd door een tijd van bijzondere genaden. Zo beweerde ze dat haar in 1556 Jezus verscheen om zich met haar mystiek te verloven. In deze tijd van innig contact met God raakte ze ervan overtuigd dat ze de orde van de karmelietessen waartoe ze behoorde moest hervormen. Deze orde was namelijk, zoals zoveel orden op een bepaald moment van hun geschiedenis hadden meegemaakt, verslapt in de naleving van haar kloosterregel. Een dergelijke terugkeer naar het oorspronkelijke elan van een kloosterorde wordt een observantiebeweging genoemd.
Om haar hervorming gestalte te geven stichtte Theresia in 1562 haar klooster van de heilige Jozef, in Ávila. Dit was geen sinecure, want er waren geen middelen en ze ondervond veel tegenstand. Het bestaan van zo'n klooster was immers in feite een slag in het gezicht van de bestaande kloosters, die bruut geconfronteerd werden met hun eigen falen.

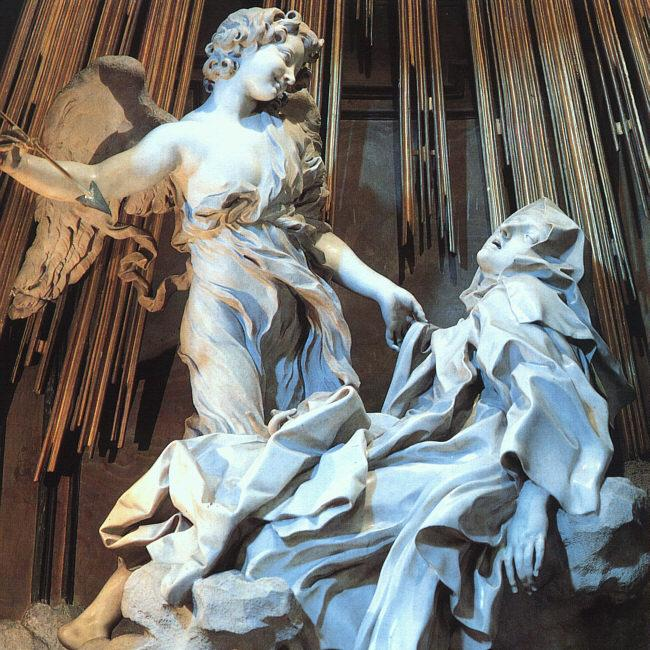
De extase van de H. Theresia
(door Bernini)

De rest van het leven van Theresia was een aaneenschakeling van enerzijds bijzondere genaden in haar persoonlijke leven, en anderzijds kloosterstichtingen en het schrijven van constituties en mystieke geschriften in haar publieke leven.
Wat het eerste betreft zijn de doorboring van haar hart met een vurige pijl van liefde en haar mystiek huwelijk wereldberoemd geworden, onder andere door een zeer vlammend barok beeldhouwwerk De extase van Theresia van Bernini in de Santa Maria della Vittoria te Rome (1644-1647).
Van haar geschriften zijn haar "Innerlijke Burcht", "De Weg van Volmaaktheid" en haar "Hooglied" het meest beroemd. Ze behoren tot de hoogtepunten van de Spaanse literatuur. Op dat gebied werd zij in haar tijd alleen overtroffen door haar naaste medewerker en medemysticus, de heilige Johannes van het Kruis, die de Theresiaanse hervorming voor de mannelijke tak van de karmelieten ter hand nam.
In haar denken werd Theresia beïnvloed door de werken van Francisco de Osuna, die op beeldende wijze uiteenzette wat bijvoorbeeld de stadia van het gebed waren, of wat het verschil was tussen een visioen van de verbeelding en een van het verstand.

## Heiligverklaring
Theresia werd zalig verklaard door paus Paulus V op 24 april 1614, en heilig verklaard door paus Gregorius XV, op 12 maart 1622.

In Nederland had de heilige Theresia onder meer grote invloed op de in 2022 heilig verklaarde Friese karmeliet Titus Brandsma, die reeds op twintigjarige leeftijd een bloemlezing van zelf vertaald werk van haar publiceerde.

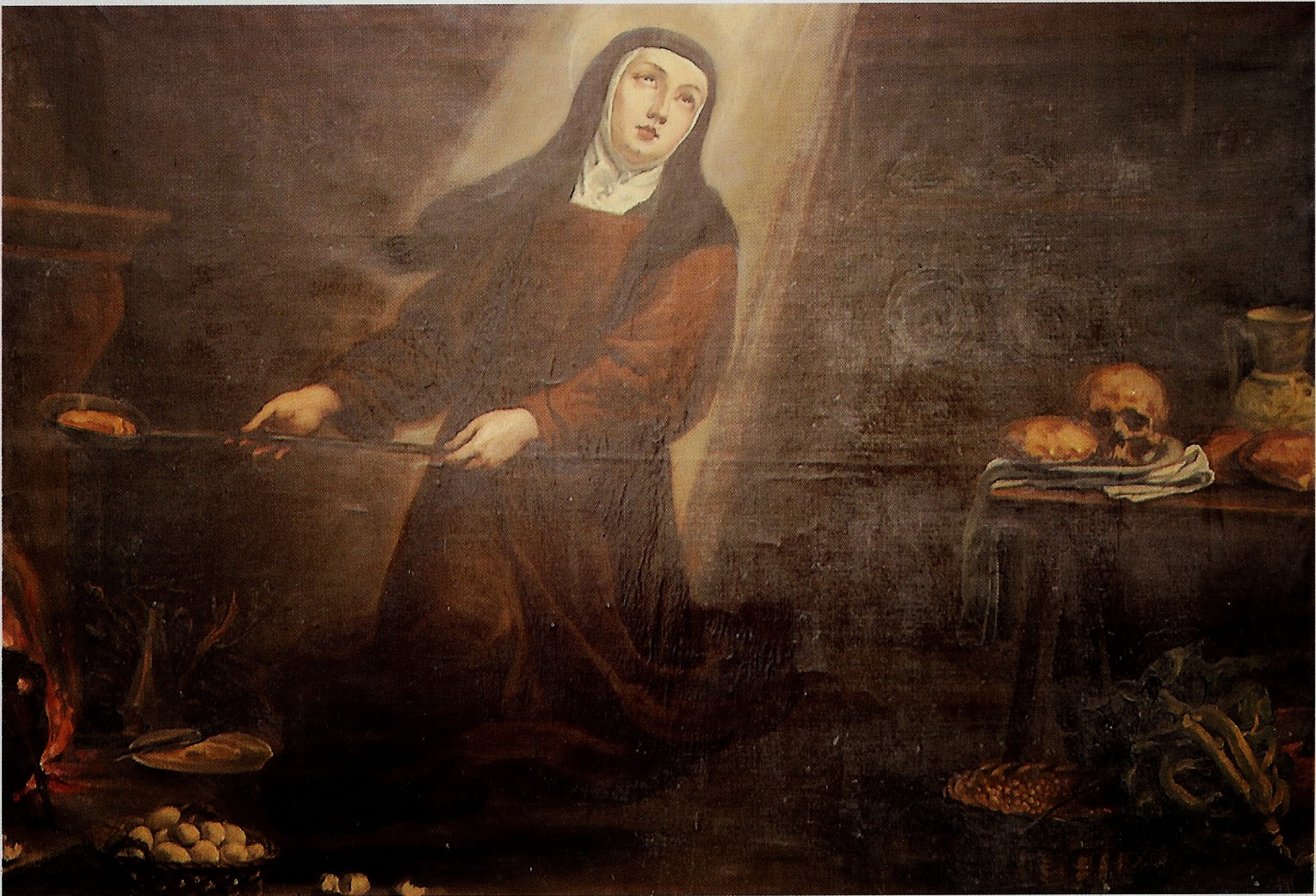
Theresa van Avila frituurt aardappelen in een steelpan (schilderij toegeschreven aan Francisco Rizi, ca. 1675).

## Wetenswaardigheden
- Theresia wordt in de volksmond ook wel de "grote Theresia" genoemd, in tegenstelling tot de 'kleine Theresia', waarmee de eveneens heilige kerklerares Theresia van Lisieux wordt bedoeld. Dit gegeven zette o.a. de Britse schrijfster Vita Sackville-West (1892-1962) ertoe aan om een boek te publiceren over beide heiligen: The Eagle and the Dove. A Study in Contrasts. St Teresa of Avila. St. Therese of Lisieux (Londen, 1943).
- In Spanje is ze bekend als de 'compatrona d'España', de patroonheilige van Spanje.[1]
- Volgens historicus Paul Ilegems was Theresia van Avila in 1570 de uitvindster van de friet. Theresia liet de voedzame aardappelplant verbouwen in de kloostertuinen van de hervormde karmelietessen om ze daarna in stukjes te laten frituren in een steelpan met kokende olijfolie.[2]
- De Spaanse dictator Franco was een vurig bewonderaar van Theresia. Volgens de overlevering zou een ampul met daarin haar (veronderstelde) rechterringvinger, compleet met ring, decennialang op zijn nachtkastje hebben gelegen.
- Haar stoffelijk overschot, dat door diabetische ketoacidose wellicht goed bewaard is gebleven, met uitzondering van enkele vingers, hart en rechterarm die als relikwieën verspreid zijn over Frankrijk, Spanje en Italië, rust in Alba de Tormes, de bakermat van de hertogen van Alva.[3].

## In Nederlandse vertaling
- Teresia van Avila, Servatius vanden H. Petrus, Wercken vande H. Moeder Theresia van Jesus, Fondatersse vande Ongheschoende Carmeliten ende Carmeliterssen, In Twee Deelen gescheyden Over-gheset uyt het Spaens, Frans, ende Latyn; door den Eerw. P. Servatius Vanden H. Petrus Religieus van 't selve Order. Gent, 1697

Eerste Nederlandstalige vertaling van Theresia's spirituele geschriften. De vertaler baseerde zich op oorspronkelijke bronnen in het Spaans, Frans en Latijn, inclusief Theresia's autobiografie.
- Teresia van Avila, Verborgen rijk. Een bloemlezing uit de mystieke werken van de Heilige Theresia van Avila, ingeleid en vertaald door een moniale O.C.D. van de Karmel te Drachten, 1962
- Teresia van Avila, Innerlijke burcht. Gewetensbrieven. Kleinere geschriften, ingeleid en uit het Spaans vertaald door Carlos Noyen e.a., 1982. ISBN 9070092239
- Teresia van Avila, Mijn leven. Autobiografie, ingeleid en uit het Spaans vertaald door Carlos Noyen e.a., 1984. ISBN 9070092298

## Kunstwerken
- De verrezen Christus tussen H. Theresia of Avila (1515-82) en H. Johannes van het Kruis,1673, Jean-Baptiste Corneille (1642-1708) in kerk van de  H. Jozef van de Carmel (Parijs), olieverf op doek
- Extase van Theresia, Gian Lorenzo Bernini in de Santa Maria della Vittoria (Rome)
- H. Theresia van Avila, Joseph-Marie Vien (1716-1809) , olieverf op doek
- H. Theresia van Avila, José de Ribera (1591-1652), olieverf op doek
- De H. Theresia van Avila doet voorspraak bij Christus tot verlossing uit het vagevuur van Bernardinus van Mondoza, Antoine Wiertz (1806-1865) (naar Peter Paul Rubens), Koninklijke Musea voor Schone Kunsten van België (inv. 2008/6), olieverf op papier
- Teresa Of Avila's verschijning van een duif, Peter Paul Rubens, c. 1614, olieverf op paneel
- H. Theresia pleit voor de zielen in het vagevuur, Abraham Van Diepenbeeck (1596-1675), Flemming Museum of Art (University of Vermont) object nr. 1957.20.5, olieverf  op doek
- H. Theresia in de keuken, Francisco Rizi (1614-1685),
- H. Theresia van Jezus, Francisco de Zurbarán (1598-1664), sacristie van de Kathedraal van Sevilla, olieverf op doek, c. 1650